# 羅賈瓦
罗贾瓦（库尔德语：Rojava），又称西库尔德斯坦（Rojavayê Kurdistanê），“罗贾瓦”在库尔德语里意为“西方”。其范围包括敘利亞北部和東北部的庫德人居住地區，涵蓋扎格罗斯山脉的一部分。面积5万平方千米，人口200万。罗贾瓦在2013年11月開始的羅賈瓦革命中取得自治，建立了基於直接民主、性別平等和永續發展原則的社會体制。罗贾瓦的自治沒有被敘利亞政府正式承認，並且是敘利亞內戰的參與者。 2016年3月17日，罗贾瓦自治当局宣布成立名为“罗贾瓦—北叙利亚民主联邦”的联邦制自治政权。同年12月28日，改名为北叙利亚民主联邦。2018年9月6日，叙利亚民主委员会将该地区的正式名称更改为北部和东部叙利亚自治行政区；目前，已改名为北部和东部叙利亚民主自治行政区。庫德人一般認為西庫德斯坦是傳統大庫德斯坦的四個部分之一，其他還包括土耳其南部的北庫德斯坦、伊拉克北部的南庫德斯坦和伊朗西部的東庫德斯坦。然而，西庫德斯坦政治和社會都屬於多民族。

## 地理
北部和东部叙利亚民主自治行政区（罗贾瓦）成立时，由東向西包括贾兹拉、科巴尼、阿夫林三個州。阿夫林州与罗贾瓦主体部分不相连，位于幼发拉底河以西，靠近土耳其邊境的阿勒颇山脉區域，2018年後大部被叙利亚国民军占领，僅存沙赫巴地區。2024年自由黎明行动後，沙赫巴地區和曼比季州也被土耳其支持的“临时政府”夺取。而在庫爾德武裝擊敗伊斯蘭國的過程中，敘利亞民主力量又將幼發拉底河東岸的阿拉伯人區域納入自治行政區。除一些地區後來被併入土耳其佔領下的敘利亞北部外，2025年仍存五個州，分別是賈茲拉州、幼發拉底州、拉卡州、塔布卡州、代爾祖爾州。賈茲拉州的東南邊與伊拉克庫德斯坦接壤，目前所有的州都位於北緯36度半附近的幼發拉底河和底格里斯河之間，地形相對平坦。

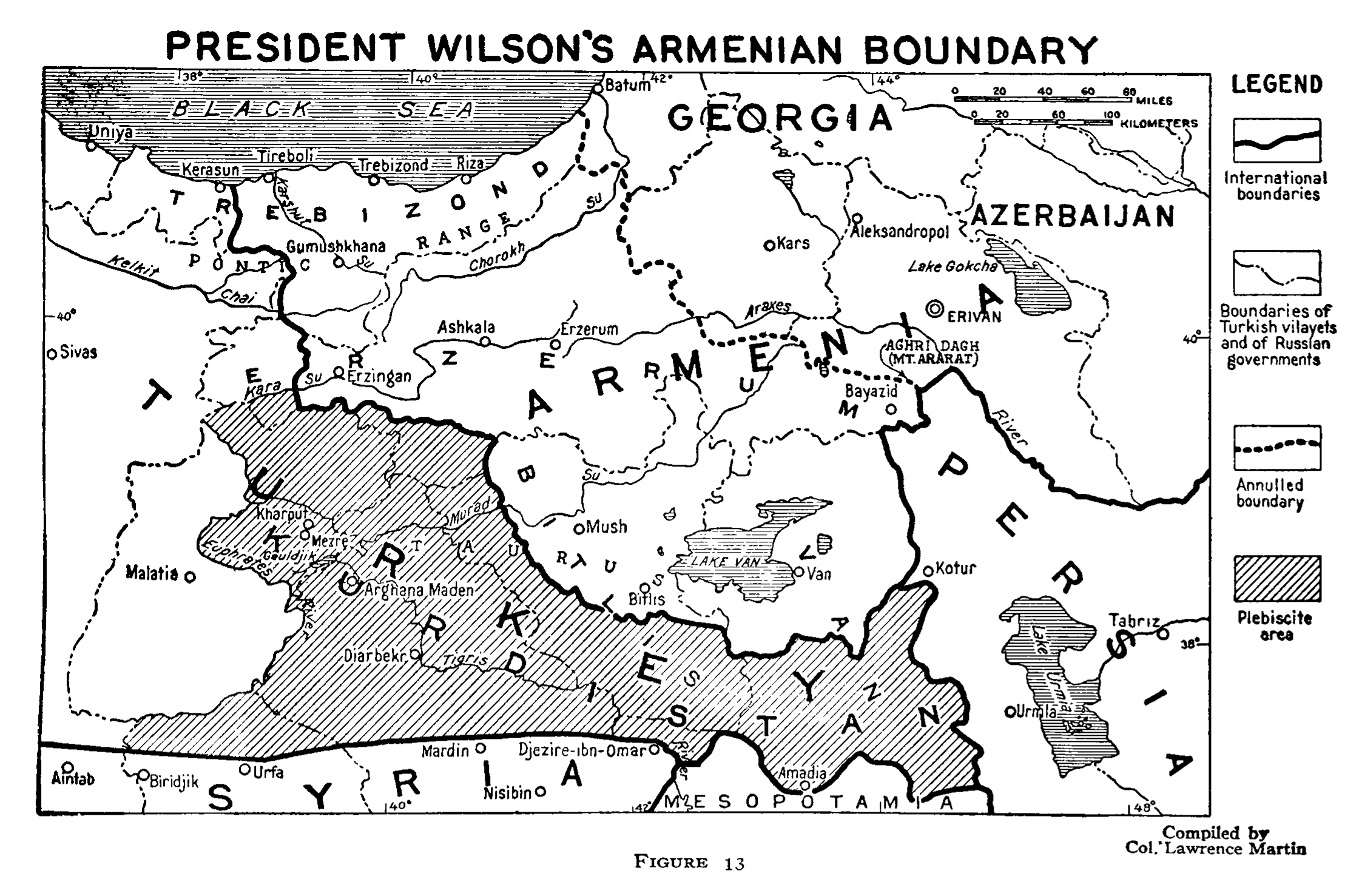
在1920年的色佛爾條約中，瓜分給法國的西庫德斯坦範圍並沒有延伸到敘利亞。
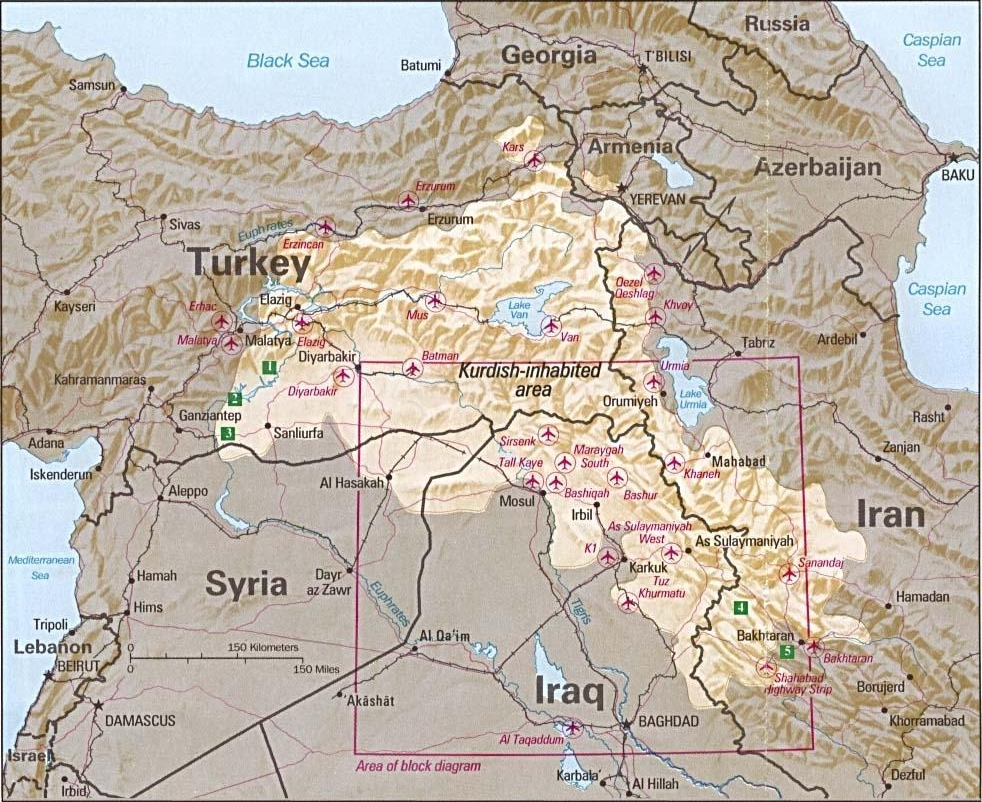
1992年美国中央情报局所繪製的庫德人分布區域。
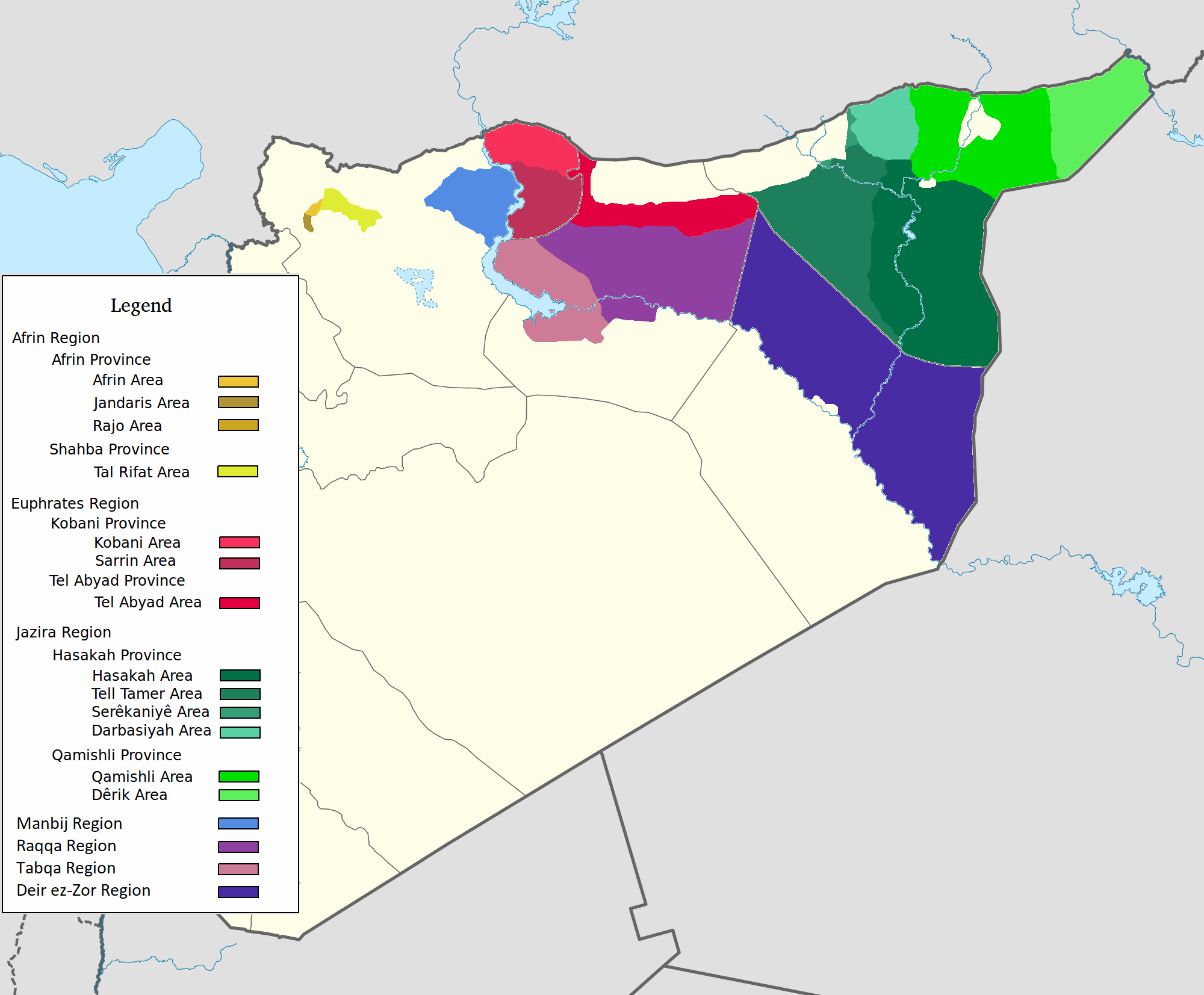
2024年前的羅賈瓦行政區，阿夫林州的沙赫巴地區和曼比季州隨後被敘利亞臨時政府奪取。

## 歷史
11世紀末十字軍東征時，庫德山脈已經为庫德人所居住。

### 鄂圖曼帝國時期
鄂圖曼帝國時期（1299年至1922年），大量講庫爾曼吉庫德語的庫德人部落群體從安納托利亞地區被驅逐或遷徙至敘利亞北部。這些部落群中最大的是热舍万（Reshwan）聯盟，最初在阿德亞曼區域，後來擴散到整個安納托利亞。鄂圖曼帝國從1518年起也記載了米里（Milli）部落聯盟，在18世紀下半葉主導了整個北敘利亞草原，最終其首領鐵木爾（Timur）被鄂圖曼帝國任命統治拉卡（1800年至1803年）。一個被称为扬布拉兹（Janbulads）的庫德族王朝曾經統治阿勒頗地區（1591年至1607年），是托斯卡納大公國美第奇家族的同盟。
1764年丹麥作家卡斯滕·尼布爾（Carsten Niebuhr）前往賈茲拉，紀錄到五個庫德游牧部族（Dukurie、Kikie、Schechchanie、Mullie和Aschetie），和一個阿拉伯部落。這些部落定居在土耳其的馬爾丁，他們支付費用給當地的長官以獲得在敘利亞賈茲拉放牧牛群的權利。這些庫德族部落後來逐漸遷往村莊和城市，目前仍存在於在賈茲拉（現在敘利亞的哈塞克省）。
19世紀以前，庫德斯坦的領域不包括敘利亞賈茲拉。同樣地，《色佛爾條約》中所建議的西庫德斯坦也沒有包括後來敘利亞和伊拉克的任何領土。
這個地區的人口組成在20世紀早期發生巨大的轉變，一些庫德人部落參與了亞述人種族大屠殺，與鄂圖曼政府合作迫害上美索不達米亞的亞美尼亞人和亞述人基督徒，他們侵襲並搶劫了阿爾巴克（Albaq）區的亞述人和亞美尼亞人村莊，直到哈卡萊（Hakkari）北部的山區，殺害大批村民。並得到他們的土地作為回報。許多亞述人在遭受鄂圖曼土耳其人和庫德人的種族滅絕後逃到了敘利亞，主要集中在賈茲拉地區。

### 法國託管時期
形势很快轉變，1925年，庫德人對抗土耳其政府的大起義失敗後，遭到屠殺，許多庫德人也開始移民。雖然敘利亞在過去幾個世紀已經有許多庫德人定居，這次大量的庫德人逃離土耳其前往敘利亞，並得到法國當局認可的公民身份。據估計，當時約有25,000庫德人逃往敘利亞，主要定居在賈茲拉。
亞述人則是在1937年8月9日的阿穆達大屠殺後移居到敘利亞。該場屠殺由庫德人Saeed Agha al-Dakuuri發動，清除了城市裡所有的亞述人。

### 敘利亞復興黨政權統治下

1976年敘利亞境內的種族宗教分布

敘利亞復興黨政府統治下的西庫德斯坦幾乎沒有中央政府的投資或發展。法律限制庫德人擁有的財產，許多人沒有國籍。房地產經常被政府的高利貸沒收。沒有高中，並且中學裡禁止庫德語教育。醫院缺乏設備，病患經常要被轉到西庫德斯坦外。

### 羅賈瓦革命
在敘利亞內戰中，敘利亞政府軍從三個庫德人聚居區退出，留下當地的民兵控制。由於戰爭爆發，2012年人民保护部队（YPG）成立，以捍衛敘利亞的庫德人聚居區。在2012年7月，剛成立的YPG控制了科巴尼、阿穆達和阿夫林三個城鎮。之後兩個主要的庫德人團體，庫德全國委員會（KNC）和民主聯盟黨（PYD）成立了一個聯合領導的庫德最高委員會。幾個月後，马利基耶、艾因角、Al-Darbasiyah和Al-Maabadah也都在YPG的控制之下。庫德人聚居區中仍然由敘利亞政府控制的只剩下哈塞克和卡米什利，雖然兩座城市裡也都有YPG的勢力。

### 羅賈瓦自治區

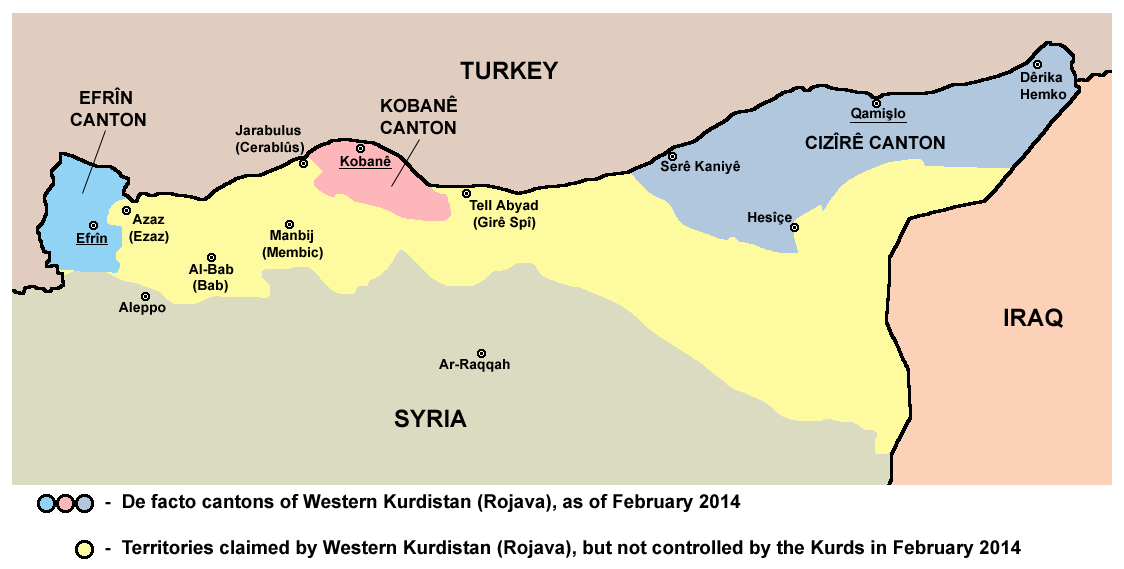
2014年2月，罗贾瓦政权控制区及其宣稱的領土範圍

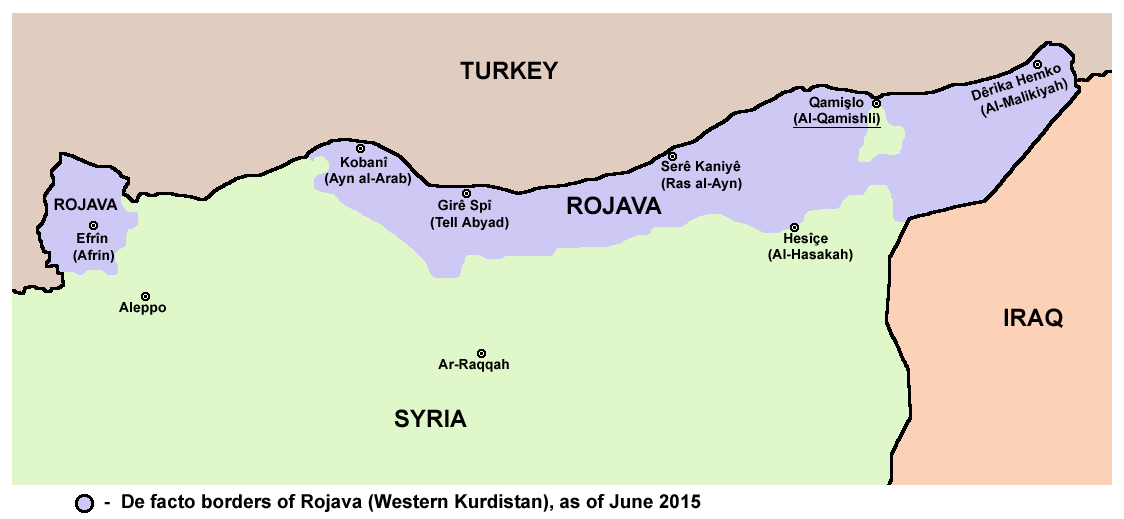
2015年6月，罗贾瓦政权控制区

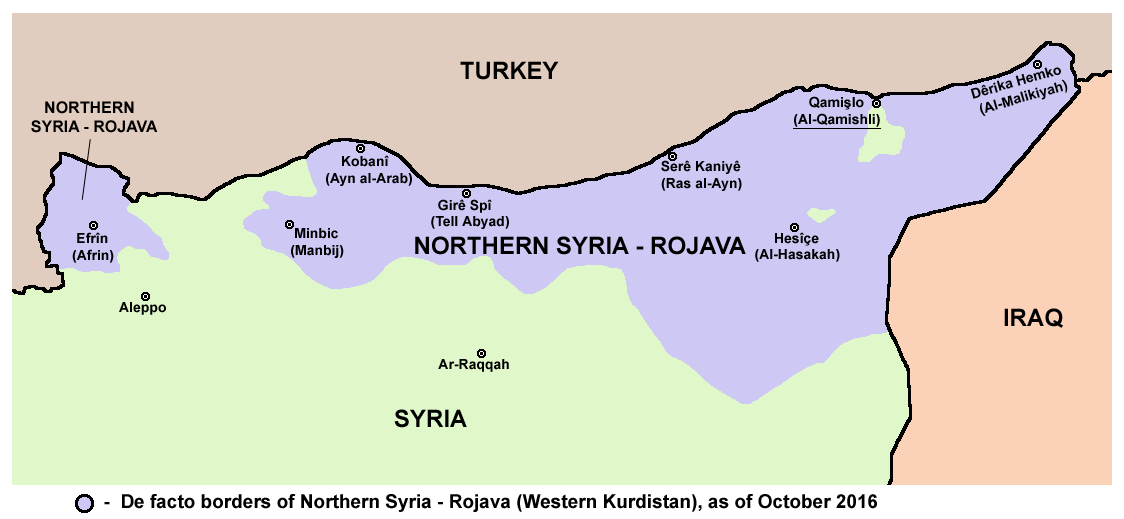
2016年10月，罗贾瓦–北叙利亚民主联邦控制区

2013年11月，西庫德斯坦三個庫德人聚居區宣告自治。2014年1月，開始實行自治區臨時憲法。2015年在對抗伊斯蘭國的戰爭當中，取得相當的勝利，領土大幅擴展。
2016年2月10日，自治區第一個庫德區之外的駐外代表處在莫斯科設立，發展“與莫斯科的全面夥伴關係”。這將促進外界對於自治區主權、庫德人的國際外交，以及將來可能獨立的支持。
在2016年3月17日的會議當中，土庫曼人、阿拉伯人、基督徒和庫德人共同正式對外宣布，在敘利亞北部（包括少數民族地區）建立聯邦。這次會議由庫德人政党民主聯盟黨主導。儘管聯邦自治區的官員們重申，他們不會支持敘利亞分裂，但聲明很快遭到敘利亞政府和反對派的反對。
2018年9月在艾因伊萨举行的叙利亚民主委员会会议上，北叙利亚民主联邦正式更名为“北部和东部叙利亚自治行政区”。然而该政府被土耳其指控支持库尔德工人党叛乱，在2019年10月的“和平之泉”行动中，敘利亞民主力量撤出土耳其-叙利亚边境以南部分土地，在叙利亚阿拉伯军进入叙利亚北部后建立安全区。
2024年末阿薩德政權垮台後，庫爾德人主導的自治政府慶祝復興黨專制政權的覆滅，敘利亞庫爾德團體目前正尋求結成一個統一的代表團，與敘利亞新當局在大馬士革談判時代表他們的利益。 叙利亚过渡政府於2025年2月25日召集全国各界举行对话会议，但東北部自治政府沒有參加。来自库尔德武装控制区的35个政党25日发表联合声明，称“这种会议毫无意义”。

## 对外联系

2024年敘利亞反對派攻勢前，敘利亞內戰的軍事形勢圖。

罗贾瓦政权获得了美国和法国的支持，结成反对伊斯兰国的同盟，但其自治地位不被美国承认。
在面临土耳其入侵威胁後，库尔德武装也与巴沙尔·阿萨德的叙利亚复兴党政府及其盟友俄罗斯军队和伊朗民兵保持一定的合作，特别是在叙利亚北部部署军队防范土耳其军队的进攻，然而双方在卡米什利也存在冲突。直到2024年叙利亚反对派攻势时，叙利亚民主力量才将阿萨德残余部队在叙利亚东北部的据点完全清除。
土耳其总统埃尔多安多次指责叙利亚东北部自治政府支持库尔德工人党，土耳其军队也多次越境进攻叙利亚民主力量和人民保护部队。

## 政治模式
罗贾瓦政权奉行民主邦联主义，组织与动员当地群众在各个街区、村子、城镇建立各式各样的小组、委员会及公社，进行参与式民主管治，将来自不同背景的群体（库尔德人、阿拉伯人、亚述人、土库曼人）和宗教（穆斯林、基督徒和雅兹迪派）集结在这场民主实践之中。
自治政府的基本“行政”单位是公社。每个公社由约300人的社区所组成，每个公社有五、六个委员会，负责解决直接影响到当地社区居民的日常问题，减少了行政上的官僚主义。公社的决策是由下而上的，体现了直接民主的精神。公社会选出两位联合主席，一男一女。